# Buffalo (New York)
Buffalo is een stad in het westen van de staat New York in de Verenigde Staten van Amerika. De stad telt meer dan 250.000 inwoners en is daarmee na New York de grootste stad van de staat New York. In de gehele agglomeratie Buffalo wonen circa 1,1 miljoen mensen. Buffalo is gelegen aan de oostzijde van het Eriemeer, waar de rivier de Niagara begint. Buffalo ontleent zijn naam niet aan de buffel maar aan een verbastering van het Franse woord ' Beau Fleuve' wat 'mooie rivier' betekent en is via 'BoFlo ' uiteindelijk verbasterd tot ' Buffalo'. 
Bijnamen voor Buffalo zijn The Queen City, The Nickel City en The City of Good Neighbors.

## Geschiedenis
Begin negentiende eeuw kochten Nederlandse investeerders grote stukken land in het westen van de staat en noemden deze plaats daarbij "Nieuw Amsterdam". Inwoners kozen echter voor de naam Buffalo. Een bronzen plaquette in het stadhuis herinnert hier nog aan.
Gedurende de 19e en 20e eeuw groeide Buffalo aanzienlijk vanwege het Eriekanaal, spoorwegen en de ligging aan het Eriemeer. Dit zorgde voor een ruime aanwezigheid van zoet water en een handelsroute naar het Middenwesten van de Verenigde Staten. Zeer belangrijk is de overslag en verwerking van graan geweest. De in 1917 voltooide Concrete-Central Elevator bij Buffalo was ten tijde van zijn voltooiing de grootste moderne graanzuiger ter wereld. De installatie was tot 1967 in bedrijf. De imposante silo's  en andere gebouwen, in 2013 opgenomen in het monumentenregister National Register of Historic Places, staan er anno 2022 vervallen bij, maar er zijn initiatieven  genomen om deze als Industrieel erfgoed voor het nageslacht  te bewaren. 
Van september tot november 1901 werd in Buffalo de Pan-Amerikaanse tentoonstelling gehouden. Bij zijn bezoek hieraan werd president William McKinley neergeschoten; hij stierf een week later aan zijn verwondingen.
Door een economische neergang in de tweede helft van de 20e eeuw heeft de economie van Buffalo een transitie ondergaan richting sectoren als financiële dienstverlening, biomedische technologie en onderwijs.

## Demografie
Van de bevolking is 13,4 % ouder dan 65 jaar en bestaat voor 37,7 % uit eenpersoonshuishoudens. De werkloosheid bedraagt 8,1 % (cijfers volkstelling 2000).
Ongeveer 10,5 % van de bevolking van Buffalo bestaat uit hispanics en latino's, 38,6 % is van Afrikaanse oorsprong en 3,2 % van Aziatische oorsprong (cijfers volkstelling 2010).
Buffalo bereikte een bevolkingspiek in 1950, toen de stad 580.132 inwoners telde. Als gevolg van de afnemende werkgelegenheid in de Manufacturing Belt nam het aantal inwoners sterk af. In 2015 was het inwonertal gedaald tot 258.071.

## Klimaat
In januari is de gemiddelde temperatuur -4,7 °C, in juli is dat 21,7 °C. Jaarlijks valt er gemiddeld 979,9 mm neerslag (gegevens op basis van de meetperiode 1961-1990).

## Kunst en cultuur

### Musea
- Albright-Knox Art Gallery, een museum voor moderne en hedendaagse kunst in Delaware Park

### Films
- Bruce Almighty, een film over een man die een week god mag zijn, is opgenomen in Buffalo

### Operahuizen

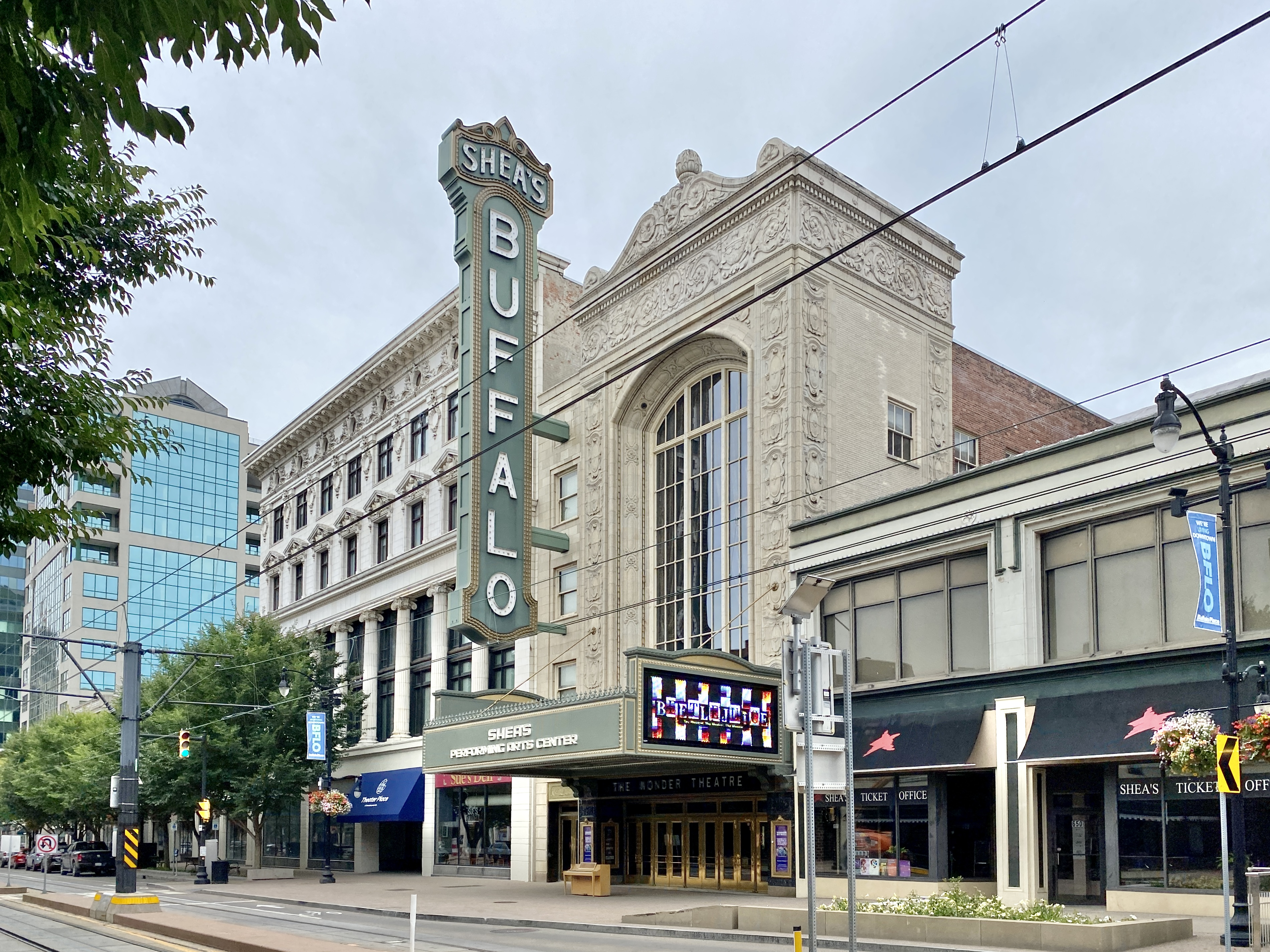
Shea's Performing Arts Center en Buffalo, Hoofdlocatie van de Nickel City Opera

De Nickel City Opera (ook bekend als NC Opera Buffalo en NCO) is een Amerikaans operahuis in Buffalo (New York). Tegenwoordig is de Nickel City Opera een van de toonaangevende operahuizen in de Verenigde Staten en, met meer dan 3.000 zitplaatsen, een van de grootste operahuizen ter wereld. De NCO werd in 2004 opgericht door Valerian Ruminski en heeft opdracht gegeven voor opera's, en heeft wereldpremières van opmerkelijke werken opgevoerd. Michael Ching was van 2012 tot 2017 muziekdirecteur en chef-dirigent van de NCO. Hij werd opgevolgd door Matthias Manasi als muziekdirecteur en chef-dirigent van de NCO van 2017 tot 2021. De Nickel City Opera werkt samen met het Buffalo Philharmonic Orchestra en produceert een breed scala aan werken, van 18e-eeuwse Barok en 19e-eeuwse belcanto tot het Minimalisme van de 20e eeuw en hedendaagse opera's van de 20e en 21e eeuw. Deze opera's worden gepresenteerd als podium producties die in stijl variëren van die met uitgebreide traditionele decors tot andere met moderne conceptuele ontwerpen. 
De NCO is gevestigd in het Shea's Performing Arts Center (3019 zitplaatsen) in het Buffalo Theatre District in het centrum van Buffalo. Shea's Performing Arts Center is ontworpen door de bekende firma uit Chicago, "Rapp en Rapp." Het oorspronkelijke aantal van 4000 zitplaatsen werd teruggebracht tot het huidige aantal van 3019 zitplaatsen in de jaren dertig. Het interieurontwerp werd ontworpen door de wereldberoemde ontwerper/kunstenaar Louis Comfort Tiffany met elementen die voor het merendeel nu nog steeds aanwezig zijn.

### Orkest

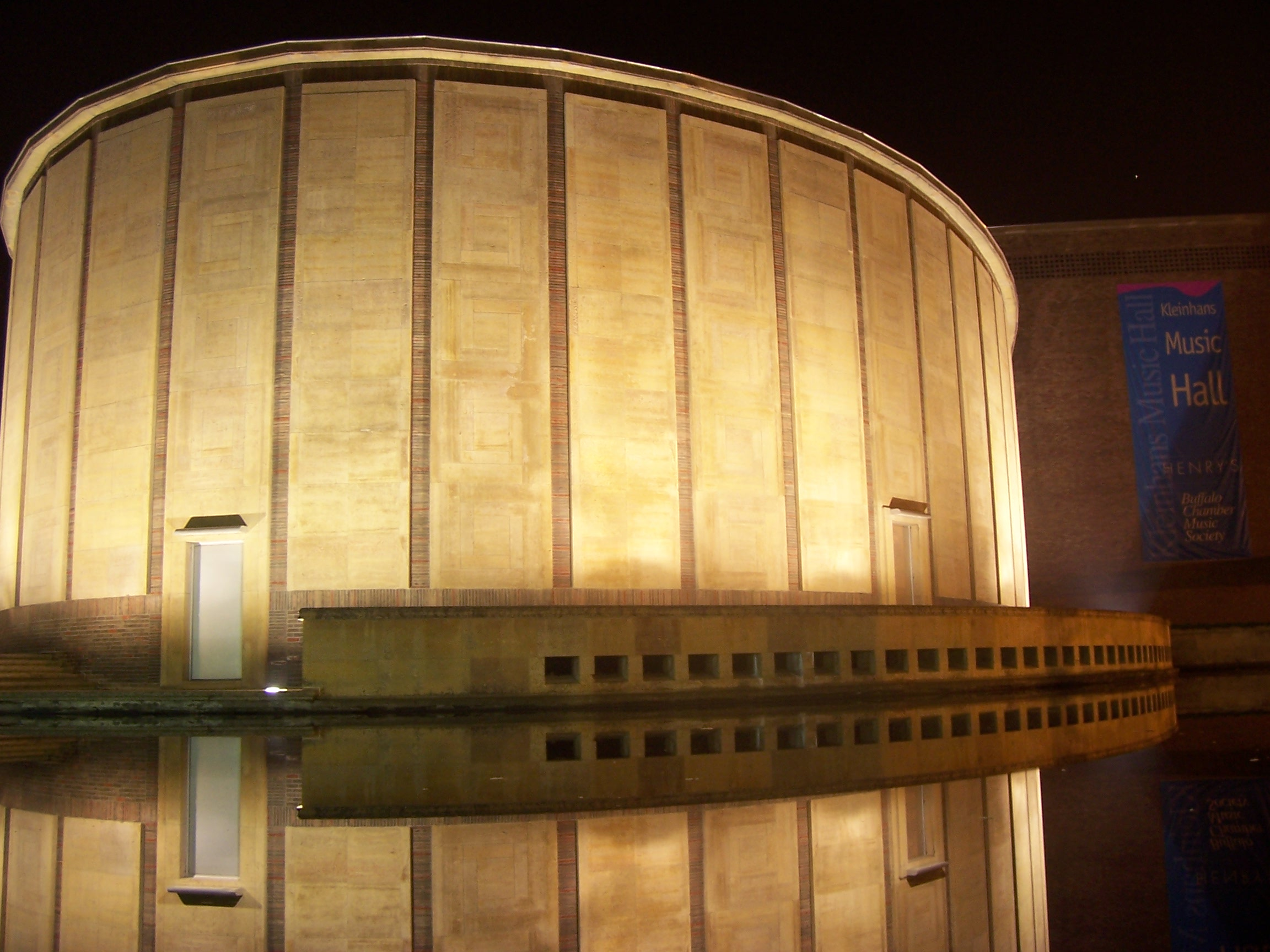
Kleinhans Music Hall

Het Buffalo Philharmonic Orchestra is een Amerikaans symfonieorkest opgericht in 1935 en treedt op in de Kleinhans Music Hall, waarvan de akoestiek gewaardeerd wordt. JoAnn Falletta werd muziekdirecteur van het Buffalo Philharmonic Orchestra in 1998. Hoewel het orkest eind jaren negentig bijna ontbonden werd vanwege Door gebrek aan financiering stabiliseerde het zich dankzij filantropische donaties en overheidssteun. Eerdere muziekdirecteuren van het Buffalo Philharmonic Orchestra waren onder meer William Steinberg, Josef Krips, Lukas Foss, Michael Tilson Thomas, Semyon Bychkov en Maximiano Valdés. Andere beroemde dirigenten die het orkest dirigeerden waren Leonard Bernstein, Igor Stravinsky, Ralph Vaughan Williams, Sir Neville Marriner en Henry Mancini. Onder leiding van JoAnn Falletta werd het georkestreerd met Grammy Award-nominaties en verschillende Grammy Awards voor "Beste Moderne Klassieke Compositie" in 2009.

## Sport
Buffalo heeft twee sportclubs die uitkomen in een van de vier grootste Amerikaanse profsporten. Het gaat om:
- Buffalo Sabres (ijshockey)
- Buffalo Bills (American football)

## Plaatsen in de nabije omgeving
De onderstaande figuur toont nabijgelegen plaatsen in een straal van 12 km rond Buffalo.

## Bekende inwoners van Buffalo

### Overleden
- William McKinley (1843-1901), 25e president van de Verenigde Staten (1897-1901) en gouverneur van Ohio (1892-1896)